# فنجرية مأكولة
فنجرية مأكولة (الاسم العلمي:Vangueria esculenta) هي نوع من النباتات تتبع جنس الفنجرية من الفصيلة الفوية.